# Liste des aérodromes français accessibles en vol aux instruments
Liste des aérodromes français accessibles au vol aux instruments, avec la carte à jour éditée par le Service de l'information aéronautique (SIA) de l'Aviation civile française. Pour les cartes d'approche à vue, voir la liste des aérodromes français. Les liens sont remis à jour automatiquement, le fichier du SIA étant actualisé tous les 28 jours.

## Liste des aérodromes
Les descriptions des aérodromes sont accessibles depuis le site de l'aviation civile française.
- LFBA Agen la garenne

- LFMA Aix Les Milles

- LFKJ Ajaccio Napoleon Bonaparte

- LFAQ Albert Bray

- LFCI Albi Le Sequestre

- LFAY Amiens-Glisy

- LFJR Angers Marce

- LFBU Angouleme Brie Champniers

- LFLP Annecy Meythet

- LFDH Auch Gers

- LFLW Aurillac

- LFLA Auxerre Branches

- LFMV Avignon Gaumont

- LFOA Avord

- LFSB Bale-Mulhouse

- LFKB Bastia Poretta

- LFOB Beauvais Tille

- LFBE Bergerac Roumaniere

- LFQM Besancon La Veze

- LFMU Beziers Vias

- LFBZ Biarritz Bayonne Anglet

- LFBS Biscarrosse Parentis

- LFOQ Blois Le Breuil

- LFBD Bordeaux Merignac

- LFLD Bourges

- LFRB Brest Bretagne

- LFSL Brive Souillac

- LFRK Caen Carpiquet

- LFCC Cahors Lalbenque

- LFAC Calais Dunkerque

- LFKC Calvi Sainte-Catherine

- LFMD Cannes Mandelieu

- LFMK Carcassonne Salvaza

- LFCK Castres Mazamet

- LFBC Cazaux

- LFOK Chalons Vatry

- LFLH Chalon Champforgeuil

- LFLB Chambery Aix Les Bains

- LFJY Chambley

- LFOC Chateaudun

- LFLX Chateauroux Deols

- LFRC Cherbourg Maupertus

- LFOU Cholet Le Pontreau

- LFLC Clermont Ferrand Auvergne

- LFBG Cognac Chateaubernard

- LFGA Colmar Houssen

- LFPC Creil

- LFRG Deauville Normandie

- LFAB Dieppe Saint Aubin

- LFSD Dijon Longvic

- LFRD Dinard Pleurtuit Saint Malo

- LFGJ Dole Tavaux

- LFSG Epinal Mirecourt

- LFQE Etain Rouvres

- LFOE Evreux Fauville

- LFKF Figari Sud Corse

- LFLS Grenoble Isere

- LFES Guiscriff Scaer

- LFTH Hyeres Le Palyvestre

- LFEY Ile D'yeu

- LFMI Istres Le Tube

- LFTZ La Mole

- LFRI La Roche Sur Yon Les Ajoncs

- LFBH La Rochelle Ile De Re

- LFRJ Landivisiau

- LFRO Lannion

- LFRL Lanveoc Poulmic

- LFOV Laval Entrammes

- LFMG Le Castellet

- LFOH Le Havre Octeville

- LFMC Le Luc Le Cannet

- LFRM Le Mans Arnage

- LFHP Le Puy Loudes

- LFAT Le Touquet Cote D'opale

- LFQQ Lille Lesquin

- LFBL Limoges Bellegarde

- LFRH Lorient Lann Bihoue

- LFLY Lyon Bron

- LFLL Lyon Saint Exupery

- LFML Marseille Provence

- LFPM Melun Villaroche

- LFNB Mende Brenoux

- LFQT Merville Calonne

- LFJL Metz Nancy Lorraine

- LFBM Mont De Marsan

- LFSM Montbeliard Courcelles

- LFBK Montlucon Gueret

- LFMT Montpellier Mediterranee

- LFRU Morlaix Ploujean

- LFHY Moulins Montbeugny

- LFBR Muret Lherm

- LFSN Nancy Essey

- LFRS Nantes Atlantique

- LFQG Nevers Fourchambault

- LFMN Nice Cote D'azur

- LFTW Nimes Garons

- LFBN Niort Marais Poitevin

- LFOJ Orleans Bricy

- LFOZ Orleans Saint Denis De L'hotel

- LFEC Ouessant

- LFDj Pamiers Les Pujols

- LFPG Paris Charles De Gaulle

- LFPB Paris Le Bourget

- LFPO Paris Orly

- LFBP Pau Pyrenees

- LFBX Perigueux Bassillac

- LFMP Perpignan Rivesaltes

- LFBI Poitiers Biard

- LFPT Pontoise Cormeilles En Vexin

- LFRQ Quimper Pluguffan

- LFQA Reims Prunay

- LFRN Rennes Saint-Jacques

- LFLO Roanne

- LFDN Rochefort Charente-maritime

- LFCR Rodez Aveyron

- LFOP Rouen Vallee De Seine

- LFCY Royan Medis

- LFRT Saint Brieuc Armor

- LFSI Saint Dizier Robinson

- LFMH Saint Etienne Loire

- LFRZ Saint Nazaire Montoir

- LFLN Saint Yan

- LFKS Solenzara

- LFST Strasbourg Entzheim

- LFBT Tarbes Lourdes Pyrenees

- LFBO Toulouse Blagnac

- LFBF Toulouse Francazal

- LFOT Tours Val De Loire

- LFPN Toussus Le Noble

- LFQB Troyes Barberey

- LFLU Valence Chabeuil

- LFAV Valenciennes Denain

- LFRV Vannes Meucon

- LFLV Vichy Charmeil

- LFPV Villacoublay Velizy

- LFHV Villefranche Tarare